# Chemillé-sur-Indrois
 Chemillé-sur-Indrois  es una población y comuna francesa, situada en la región de  Centro, departamento de Indre y Loira, en el distrito de Loches y cantón de Montrésor.

## Demografía
| 382 | 339 | 273 | 250 | 207 | 197 |
| Para los censos de 1962 a 1999 la población legal corresponde a la población sin duplicidades (Fuente: INSEE [Consultar]) |     |     |     |     |     |